# Carretera Nacional N-I
Die Carretera Nacional N-I ist eine Nationalstraße in Spanien. Sie war mit einer Gesamtlänge von 475 Kilometern die viertlängste der sechs sternförmig von Madrid ausgehenden und bis zur äußeren Begrenzung Spaniens führenden Nationalstraßen. Heute existiert die Strecke nur noch auf einem ca. 96 Kilometer langen Abschnitt parallel zur Autobahn AP-1.

## Verlauf
Die Carretera Nacional N-I führte von der Hauptstadt Madrid aus über Burgos, Vitoria-Gasteiz, Donostia-San Sebastián zur französischen Grenze, wo sie an die Départementstraße 810 angebunden war, welche bis 2006 als französische Nationalstraße 10 beschildert war. Festgelegt wurde diese Streckenführung um 1940.
Der Kilometer 0 liegt in Madrid auf dem Platz „Puerta del Sol“ und dieser ist mit einer im Boden eingelassenen Plakette seit 1950 markiert. Diese wurde 2009 wegen starker Abnutzung durch eine neue Plakette ersetzt.
Auf vielen Abschnitten wurde die Nationalstraße bereits durch die Autobahn A-1 ersetzt bzw. zu dieser ausgebaut. Dies sind die Abschnitte Madrid – Burgos und Miranda de Ebro – Donostia-San Sebastián. Zwischen Burgos und Miranda de Ebro verläuft die Autobahn AP-1 parallel zu der noch bestehenden N-I.
Bis 2010 war die Bezeichnung der N-I auch noch bei Donostia-San Sebastián und Irun zu finden, ehe die Provinzregierung von Gipuzkoa, die für die Verwaltung des Abschnittes innerhalb der Grenzen der Provinz Gipuzkoa zuständig ist, den Abschnitt bei Donostia-San Sebastián in die Bezeichnungen Gl-11 und Gl-20 umwidmete sowie den Abschnitt zwischen Donostia-San Sebastián und der französischen Grenze als Gl-636 neu beschilderte.
Die Abschnitte, die nicht zur Autobahn A-1 ausgebaut wurden, wurden zur Carretera Nacional N-Ia umwidmet.